# Canadian Group of Painters
Die Canadian Group of Painters (CGP) war eine Künstlervereinigung, die 1933 in Kanada gegründet wurde. Sie entstand als direkte Nachfolgegruppe der berühmten Group of Seven und umfasste 28 Künstler aus verschiedenen Teilen des Landes.

## Geschichte
Die Gründung der Canadian Group of Painters erfolgte in einer Zeit, in der das Interesse an moderner kanadischer Kunst wuchs. Die Gruppe strebte eine landesweite Repräsentation moderner Künstler an und legte dabei besonderen Wert auf Vielfalt. Bemerkenswert ist, dass fast ein Drittel der Mitglieder Frauen waren, was für die damalige Zeit ungewöhnlich war. Isabel McLaughlin, eine lebenslange Förderin der RMG, wurde 1939 zur ersten Präsidentin gewählt, die nicht der Group of Seven angehörte (und zur ersten Frau), ein Amt, das sie mehr als sechs Jahre innehatte.
Die Ausstellungen der Canadian Group of Painters reisten durch ganz Kanada und die USA und lösten häufig Debatten und Kontroversen über den Zustand von Kunst und Kultur in Kanada aus. Die Themen waren sehr vielfältig und reichten von figurativen Werken über Landschaften bis hin zu Abstraktion und Realismus. Was die Gruppe so lebendig machte, war ihre Auseinandersetzung mit dem modernen Leben – in Bezug auf Themen, künstlerischen Ansatz und soziale Aktivitäten – vor dem Hintergrund der Depression, des Zweiten Weltkriegs und des Wiederaufbaus nach dem Krieg.
Die Canadian Group of Painters vereinte viele der angesehensten Künstler Kanadas, darunter B.C. Binning, Jack Bush, Emily Carr, Charles Comfort, Paraskeva Clark, Prudence Heward, Yvonne McKague Housser, Jock Macdonald, Pegi Nicol MacLeod und Isabel McLaughlin, die ihre expressiven Werke einem nationalen Publikum präsentierten. Die Canadian Group of Painters veranstaltete ihre erste Ausstellung im November 1933, von der ein Katalog erhalten ist, der die frühen Werke der Mitglieder dokumentiert.
Das Archiv der Canadian Group of Painters befindet sich an der Queen’s University in Kingston, Ontario. 